# Tramlijn 3 (Szczecin)
Tramlijn 3 is een tramlijn in de Poolse stad Szczecin op de route Pomorzany - Las Arkoński.

## Geschiedenis
- Tramlijn 3 is de oudste elektrische tramlijn in Szczecin. De tramlijn 3 werd ingesteld en 1897 en had toen de route: Hauptbahnhof – Oberwiek – Marktplatz – Grüne Schanze – Parade Platz – Moltke Straße – Pölitzer Straße.

- In 1900 werd de lijn verlengd via de Warsower Straße naar het Nemitzer Friedhof.

- Op 1924 ging de tramlijn 3 berijden vanaf het Pommerensdorf (Pomorzany) via Oberwiek – Hauptbahnhof – Grüne Schanze – Paradeplatz – Moltkesstrasse/Pölitzerstrasse – Warsowerstrasse – Nemitzerstrasse – Nemitzer Friedhof – Eckerbergerstrase naar Eckerberger Wald (Las Arkoński). Deze route zou 91 jaar (2015) ongewijzigd in gebruik blijven en hiermee is lijn 3 de tramlijn waarvan de route het langst onveranderd is geweest.

- Na de Tweede Wereldoorlog en 1945 tramlijn 3 had toen de route: Zajezdnia Niemierzyn - Brama Portowa. Vanaf 1947 de route is: Las Arkoński - Arkońska – Niemierzyńska – Krasińskiego – Wyzwolenia – Niepodległości – Dworcowa – Nowa – Kolumba – Chmielewskiego – Smolańska - Pomorzany.

## Huidige traject
| Lijn | Traject | Lengte | Reistijd  | Haltes |
| ---- | --- | ------ | --------- | ------ |
|      | Las Arkoński ↔ Pomorzany Arkońska – Niemierzyńska – Krasińskiego – Wyzwolenia – Niepodległości – Dworcowa – Nowa – Kolumba – Chmielewskiego – Smolańska | 8,7 km | 33-34 min | 22     |

## Galerij

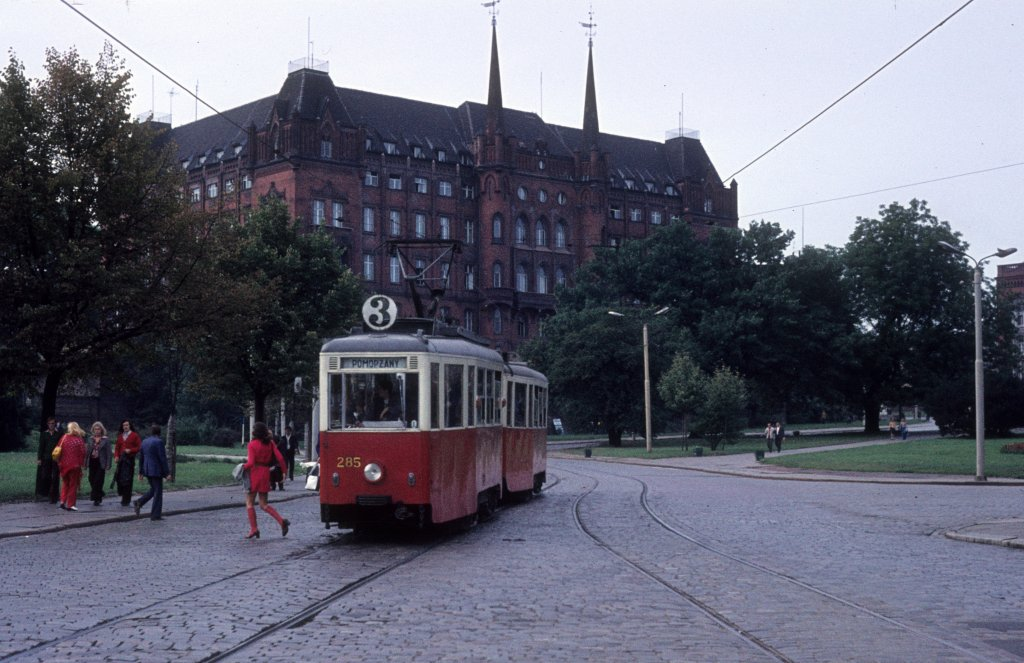
Konstal 4N 285 op lijn 3 op het Tobrucki plein; 1975.
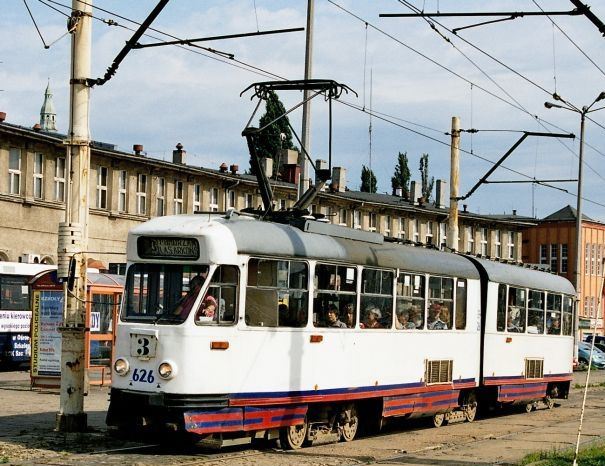
Gelede tram 626 op lijn 3, nabij de station Szczecin Główny; 2006.
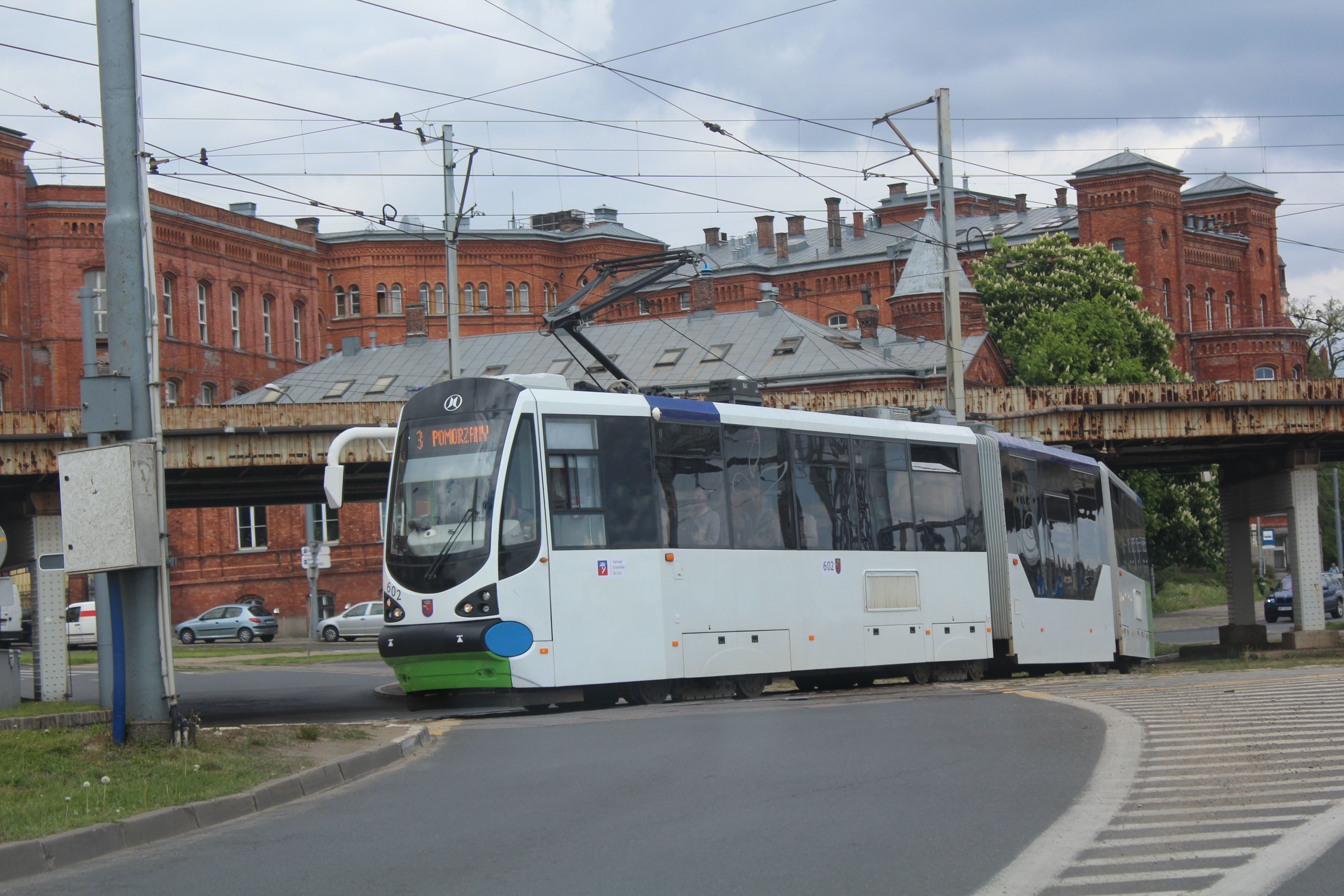
Tram van lijn 3 door de Kolumba straat.
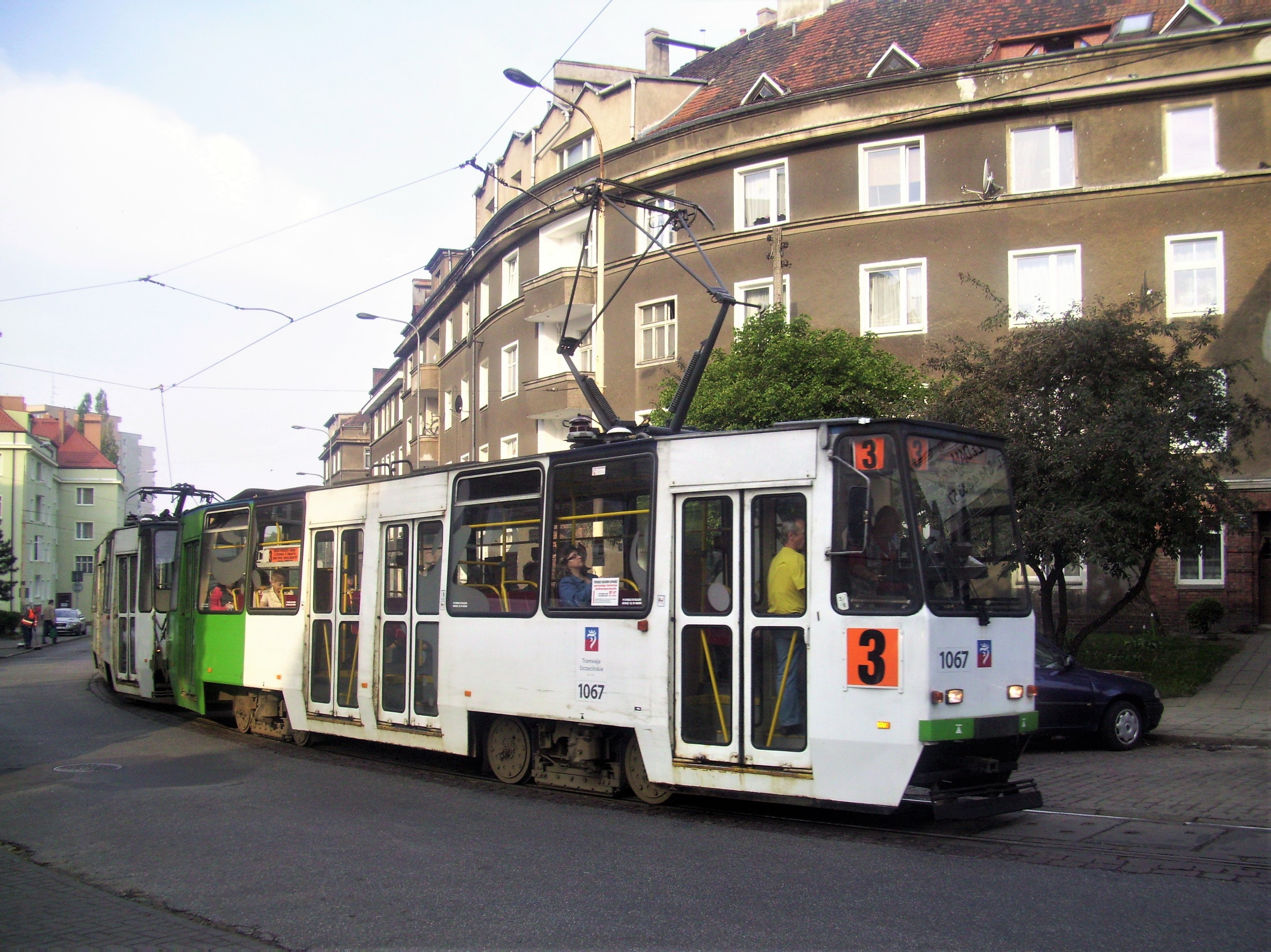
Tramlijn 3 in de Boguchwały straat.
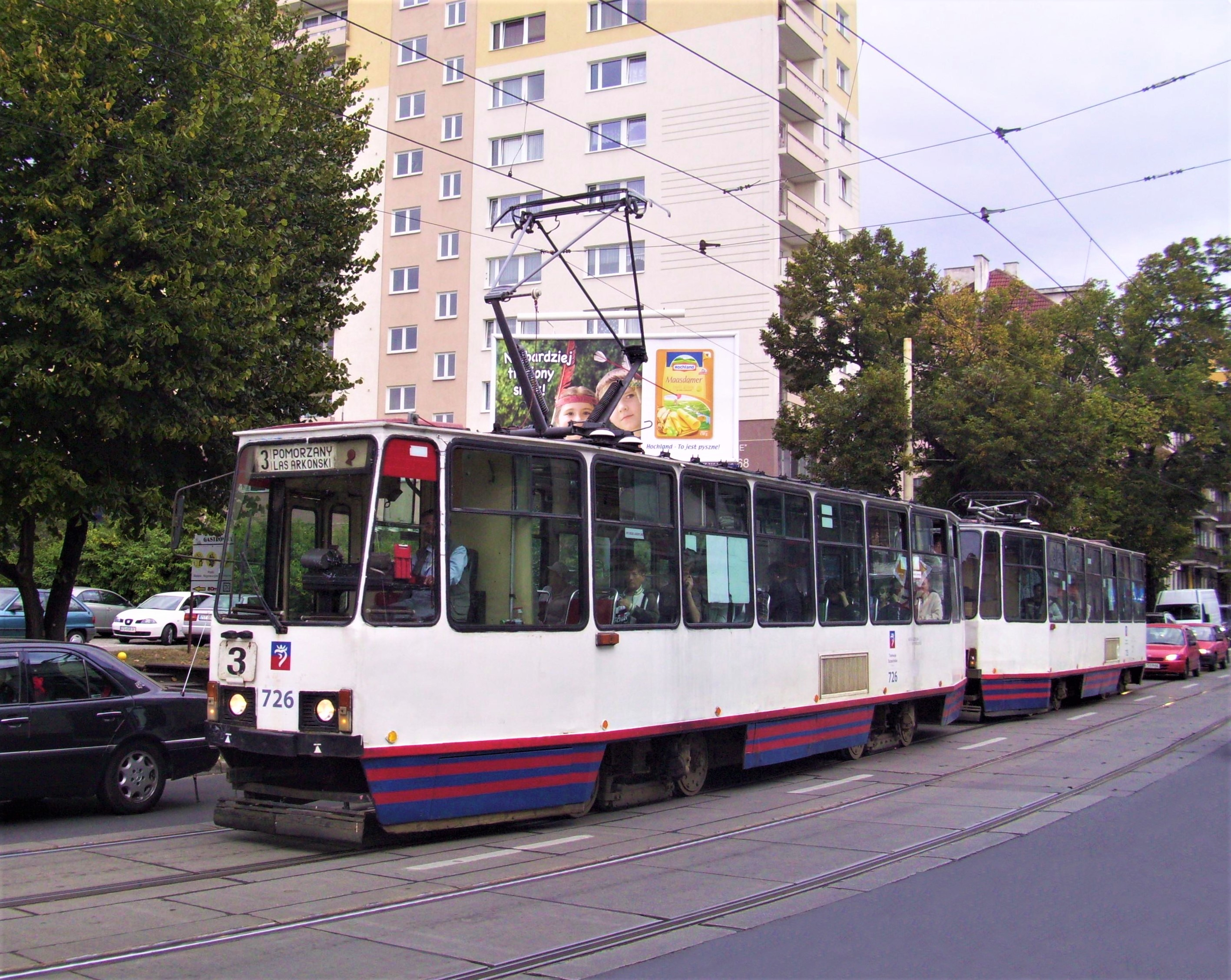
Lijn 3 in de Wyzwolenia straat.